# Замок Варкворт
Замок Варкворт (англ. Warkworth Castle) — зруйнований середньовічний замок в місті з однойменною назвою, розташований на півночі Англії в графстві Нортумберленд. Точна дата будівництва невідома: традиційно вважається, що його побудував Генріх Шотландський в середині XII століття, за іншою версією це зробив Генріх II Плантагенет, коли взяв під свій контроль північні графства Англії. Замок вперше згадується в письмових джерелах близько 1157–1164 років, коли Генріх II подарував його Роджеру Річарду. Стіни замку були ненадійними, і не захистили його від вторгнення шотландців в 1173 році. 
Син Роджера Роберт успадкував і укріпив замок. Роберт був фаворитом короля Іоанна І, який відвідав його в 1213 році. Замок залишався сімейним володінням, за винятком періодів опіки, коли спадкоємці були занадто молоді, щоб керувати своїм маєтком. Король Едуард I ночував в замку в 1292 році, і Джон Клаверінг, нащадок Роджера Річарда, приєднався до нього. З початком воєн за незалежність Шотландії Едуард II почав зміцнювати англійські замки, в тому числі і Воркворт, де він в 1319 році фінансував збільшення гарнізону. 1327 року шотландці двічі безуспішно осаджували замок. 
Джон Клаверінг помер в 1332 році, а його вдова в 1345 році. Після цього власником замку став барон Генрі Персі.

## Історія замку

### Рання історія
В середині XII століття Генріх, граф Нортумберлендський і син шотландського короля Давида I, побудував на цьому місці першу фортецю, ймовірно з дерева. 

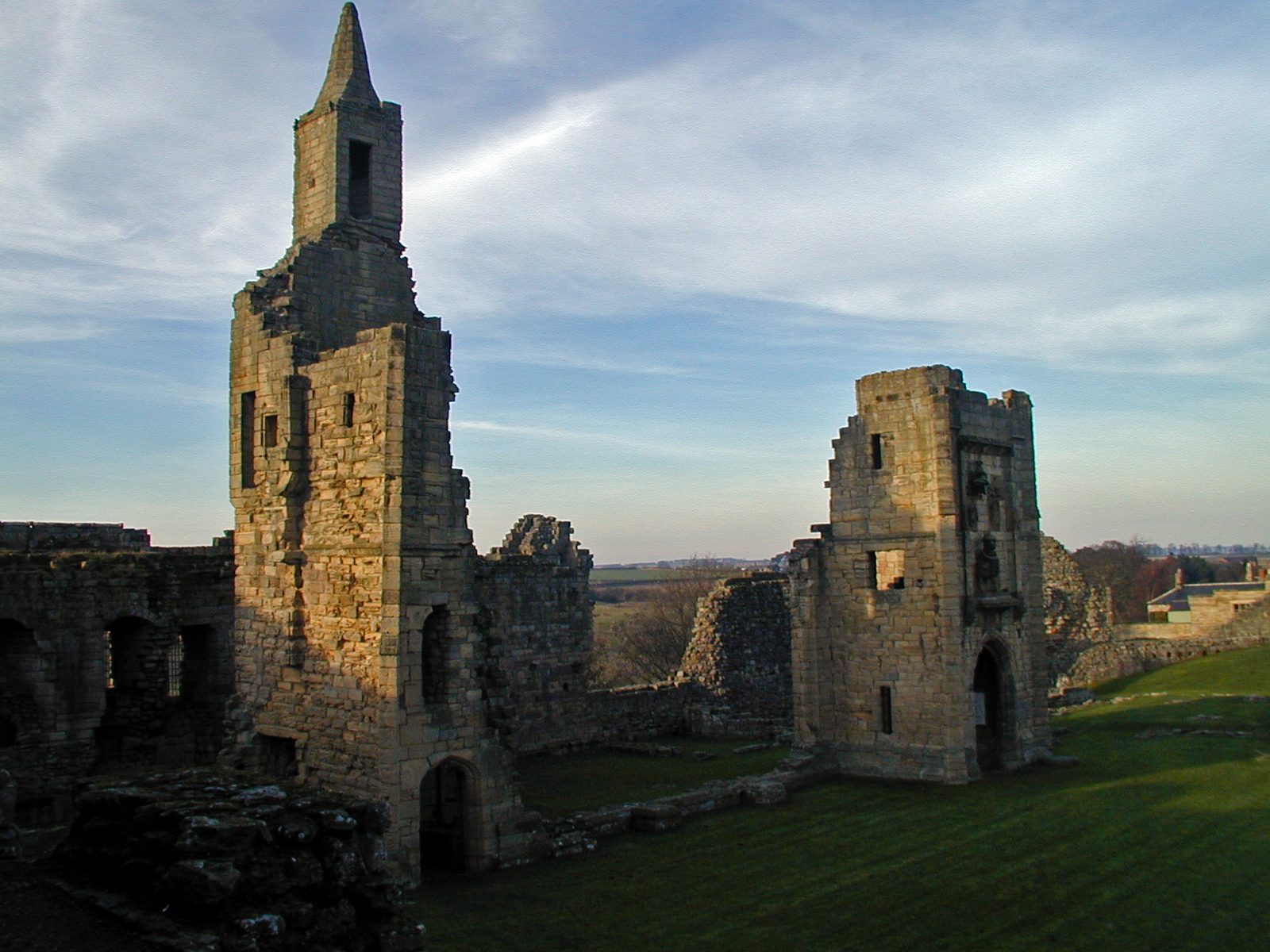
Замок Варкворт

У 1158 Нортумберленд завоював англійський король Генріх II. Він передав замок і прилеглі володіння серові Роджеру Фіцрічарду, і той негайно приступив до будівництва кам'яного замку. 1173 року шотландці зробили набіг на його землі і з легкістю захопили Варкворт. Пізніше, Роберт, син Роджера, значно зміцнив замок. 
У 1292 замок відвідав король Едуард Довгоногий . Крім того, під час англо-шотландських війн, в замку розміщувався королівський гарнізон. Витрати на утримання замку ділили навпіл тодішні власники Клаверінги і король. У 1332 році рід Клаверінгів обірвався і Варкворт повністю відійшов короні. 

### Персі, графи Нортумберлендські
Важливе стратегічне розташування замку було причиною того, що в 1327 році його двічі брали в облогу шотландці. Щоб забезпечити кордони гідним захистом, король Едуард II передав замок у власність впливового роду Персі, які вже володіли сусіднім замком Алнік. 

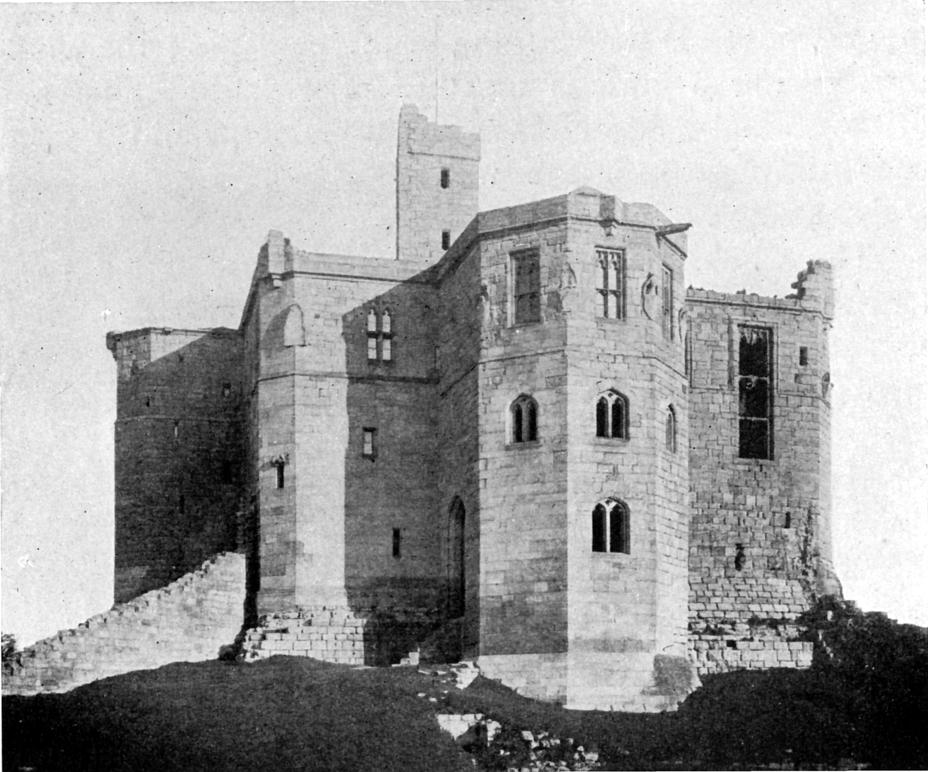
Замок Варкворт в 1909 році

Сім'я Персі часто конфліктувала з короною, тому монархи регулярно конфісковували їх власність, проте Персі зазвичай вдавалося повернути замок назад. Генрі, 6-й граф Персі, помер в 1537 році, залишивши замок королю Генріху VIII. Персі, будучи католиками, перебували в опозиції до королеви-протестантки Єлизавети I, тому на цей раз вони не змогли повернути Варкворт. Після невдалого повстання північних лордів королева розорила 7-го графа Персі, а її солдати розграбували замок. У наступні століття Варкворт сильно занепав і врешті-решт був переданий під опіку держави. 

## Інформація для відвідувачів
Замок відкритий протягом усього року, крім різдвяних свят і 1 січня. 
З квітня по вересень — щодня з 10.00 до 18.00. У жовтні — щодня з 10.00 до 16.00. З листопада по березень — в понеділок, суботу та неділю з 10.00 до 16.00. Дорослий квиток: £ 3.00. Дитячий квиток (діти 5-15 років): £ 1.50. Дітям до 5 років — безкоштовно. 